# Robert Thomas
Robert Thomas (ejtsd: robeer tomá) (Gap, 1927. szeptember 28. – Párizs,  1989. január 3.) francia író, rendező és színész. Különféle vígjátékokat és drámákat írt. Jacques Charon, a Comédie-Française doyenje „Agatha Christie és Marcel Achard természetes fiának” nevezte, mások Alfred Hitchcock és Georges Feydeau művei keverékének tekintették darabjait.

## Élete
Thomas délkelet-Franciaország, Provence-Alpes-Côte d’Azur régiója, Hautes-Alpes megyéje székhelyén született. 14 évesen fedezte fel a kortárs színház iránti lelkesedését. 18 évesen elhagyta családját, és Párizsba ment, ahol távíróként és statisztaként dolgozott több mint 50 filmben, miközben olyan színdarabokat is írt, amelyeket soha nem mutattak be. Sorkatonai szolgálata után a roueni színházban dolgozott. Nyolcadik darabjával nagy sikert aratott, és megkapta a Prix du Quai des Orfèvres-t is. A párizsi Bouffes-Parisiens színházban a Piège pour un homme seul (1960) című krimije keltett szenzációt. A csapda címmel 1961-ben 22 német színpadon is a legtöbbet játszott darab volt 603 előadással. Thomas az Huit Femmes (Nyolc nő) című darab szerzője is, amelyet 2002-ben François Ozon adaptált moziba 8 nő címen. Thomas színházi szakember volt 1970-től haláláig, 1989-ig a párizsi VII. Eduard Színház igazgatója is volt, és ő rendezte a La Bonne Soupe (1963) és a Patate (1964) című filmeket a Fox filmtársaság számára.
Szívinfarktusban halt meg Párizsban, 61 éves korában.

## Filmográfiája
Megfilmesített művek
- 1986: Fej nélküli – Egy nő a semmiből (eltűnő cselekedet)
- 2002: 8 nő

Forgatókönyvek
- 1957: A Mauguin-ügy, avagy A nyolc fekete nő (Huit femmes en noir )
- 1963: Szerelem könnyű pénze ( La bonne soupe ) – rendezte is
- 1964: Monsieur egy idegen ( Patate ) – rendezte is
- 1978: Freddy – rendezte és főszereplő is

## Fordítás
- Ez a szócikk részben vagy egészben  a   Robert Thomas (Autor) című német Wikipédia-szócikk ezen változatának fordításán alapul.  Az eredeti cikk szerkesztőit annak laptörténete sorolja fel. Ez a jelzés csupán a megfogalmazás eredetét és a szerzői jogokat jelzi, nem szolgál a cikkben szereplő információk forrásmegjelöléseként.